# Barbuta
A barbuta a kései lovagkor sisaktípusa. Néha előfordul címersisakként. Egész Európában népszerű volt.
A sisakharang felső része félgömb alakú, a tetején alacsony taréjjal, az oldalfala a vállakig nyúl le és egyenes levágással zárul, az arc előtti rész szabad. Könnyű sisakfajta, a nyakkal együtt forgott. Általában a rendes lovasság sisakja volt. A csatában jó kilátást biztosított, miközben védte az egész fejet is.
Az arcrész nyílása különféle alakú volt. Lehetett maszkszerű, orrvédő nélküli T alakú, derékszögben nyitott, orrvédővel, sőt néha sisakrostéllyal ellátott.